# Træbukke
Træbukke (Cerambycidae) er en familie af biller med omkring 20.000 arter. De fleste træbukke har meget lange følehorn, der sidder på en sokkel. Hannerne har som regel længere følehorn end hunnerne. Kroppen er langagtig. Larverne æder træ, såvel dødt som levende træ, og kan være alvorlige skadedyr. De voksne dyr æder blomster.
Enkelte arter har korte følehorn (fx Neandra brunnea) og de kan være svære at kende fra beslægtede billefamilier som fx bladbiller (Chrysomelidae). Der findes 77 danske arter.

## Eksempler
En kendt træbuk er asiatisk citrustræbuk, fordi den i Asien og USA har forårsaget stor skade på træer. Andre eksempler er:
- Husbuk (Hylotrupes bajulus)
- Egebuk  (Cerambyx cerdo)
- Tømmermand (Acanthocinus aedilis)
- Garver (Prionus coriarius)
- Moskusbuk (Aromia moschata)
- Violbuk (Callidium violaceum)
- Lille hvepsebuk (Clytus arietis)

| bille | Spire Denne artikel om insekter er en spire som bør udbygges. Du er velkommen til at hjælpe Wikipedia ved at udvide den. |